# Foltvarrás

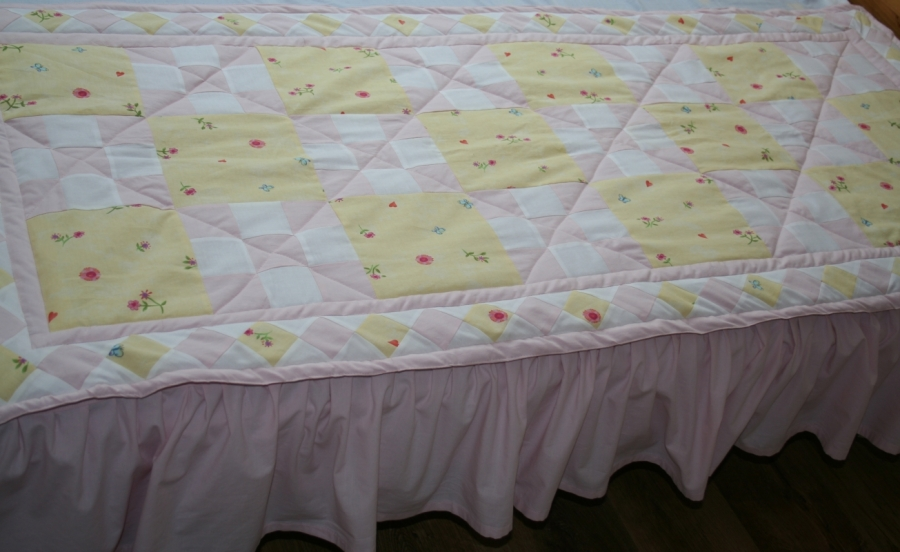
Foltvarrott takaró

A foltvarrás (foltmozaik, patchwork) vagy foltmunkák eredetileg olyan kézimunkák, amelyeket az amerikai földművesek (farmerek) asszonyai készítettek főleg elhasznált ruhaneműek még használható részeiből.

## Története
„A foltvarrás története igen régi, valószínűleg a szövés feltalálásának idejére esik. A szükség, a szegénység hozta létre, amely során praktikus darabokat készítettek a megszőtt anyagdarabokból. 
Az első foltvarró asszonyok minden folton-folt takarójukat kézi varrással készítették. Kisebb közösségekben a hosszú téli estéken ezzel a kézimunkázással múlatták idejüket. Különböző mintákat és elnevezéseket találtak ki, amelyeket tovább adtak más tájak asszonyainak is. Így alakultak ki a klasszikus blokk elnevezések. Napjainkra a technika magas szintű fejlődése a foltvarrás területén jelentős változásokat hozott. A varrógépek fejlesztése, elterjedése meggyorsította a varrási folyamatot. 
A gépesítés azonban nem feledteti, hogy a kézi varrással elkészített művek nagyobb értékűek. Kézzel lassabban, de általában pontosabban varrunk. Az alkotásunk összhatása finomabb, lágyabb. Vannak olyan minták, amelyeket csak kézzel lehet megvarrni (pl. jojó, térbeli virágok stb.)
Speciális eszközök, sablonok, ollók stb. segítik a mai kézimunkázókat. Magyarországon néhány kézimunka-szaküzlet árusítja ezeket a kellékeket.”

### Háromszéki foltmunkák a századfordulóról

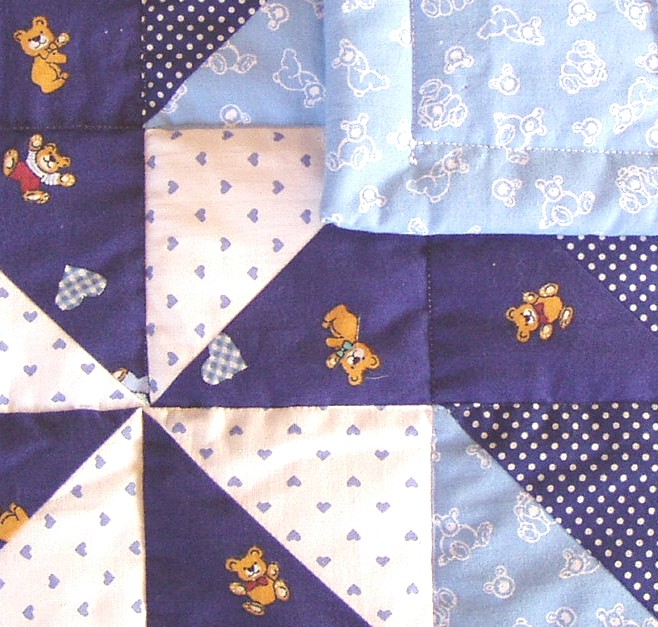
Bébi ágynemű foltvarrással, Kuvaly képe

A huszadik század elején Háromszéken is sok ilyen kézimunkát készítettek, főleg praktikus céllal, azaz használatra, viseletre. Használaton kívüli, elnyűtt vastag posztókabát anyaga, elszakadt pokróc még épségben maradt széle stb. képezték az alapanyagot. Körülbelül 16–20 cm-es négyzetlapokból és ezekhez illeszkedő háromszögekből állították össze a darabokat. Összeállítás előtt szükség szerint díszítették azokat hímzéssel.

## Foltvarráshoz szükséges eszközök
- Olló
- Körkés
- Speciális vágólap
- Vonalzók
- Gombostűk
- Illanófilc
- Cérna (gépi és kézi)
- Anyag

## Alapfogalmak
- Blokk: Egy kisebb minta, egység. Több blokkból áll egy nagyobb munka.
- Fércelés: Kézzel történik. A rétegeket rögzítjük nagy öltésekkel, melyeket a végén eltávolítunk.
- Steppelés: A munka szinte legfontosabb része. Használatával az apróbb hibákat "eltüntethetjük", a fontosnak szánt motívumot kiemelhetjük. Azaz a kész munka átvarrása.
- Sablon vagy forma
- Applikáció vagy rátét

## Alkalmazása
A foltvarrást felhasználják takarók, ágyneműk, falvédők és különböző felsőruházati cikkek előállítására manapság is divattól függően.

## Könyv
- Gazdáné Olosz Ella: Kézimunkázók könyve, Kriterion Kiadó, 1986 (894 511-4)